# Gerard Laureyssens
Gerard Laureyssens (Brecht, 2 september 1923 - Malle, 23 december 1996) was een Belgische politicus voor de Volksunie en vervolgens de lokale lijst Zoersel Twee Duizend. Hij was burgemeester van Zoersel.

## Levensloop
Laureyssens was COO-raadslid Brecht van 1971 tot 1976. Bij de eerste lokale verkiezingen na de gemeentefusie was hij lijsttrekker voor de Volksunie te Zoersel. Hij werd verkozen en belandde in de oppositie. In 1983 werd hij aangesteld tot burgemeester, een mandaat dat hij de ganse legislatuur zou uitoefenen. In 1989 werd hij opgevolgd door Stan Bartholomeeussen (DDV) als burgemeester. Laureyssens - op de lokale kieslijst Zoersel Twee Duizend (ZTD) - werd opnieuw verkozen, maar kort na gemeenteraadsverkiezingen van 1994 gaf hij de fakkel door aan zijn zoon Jef, die eveneens politiek actief was.